# Andijskoe Kojsu
L'Andijskoe Kojsu (in russo Андийское Койсу?; in georgiano: ანდის ყოისუ; in lingua avara: Гӏанди гӏор) è un fiume della Georgia (Cachezia) e della Russia europea meridionale (Daghestan), ramo sorgentifero di sinistra del Sulak.

## Descrizione

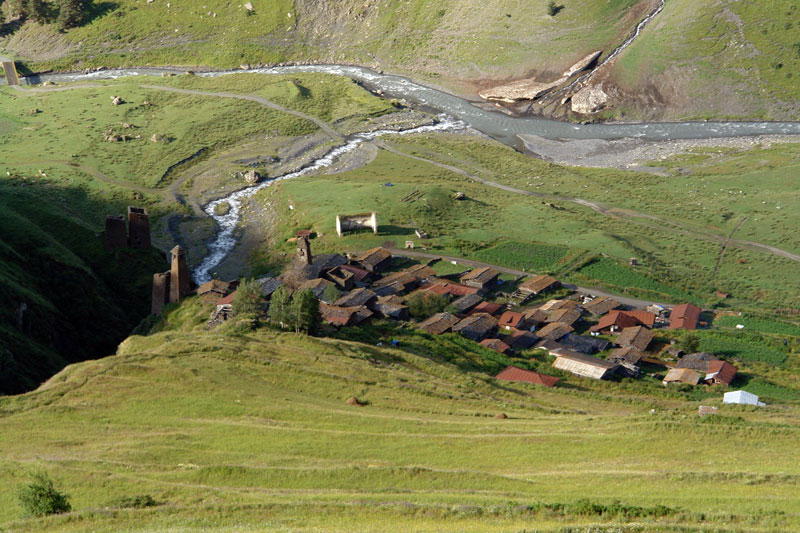
Il Pirikiti Alazani presso Dartlo.

Il fiume nasce dalla confluenza del Pirikiti Alazani (lungo 46 km) e del Tusheti Alazani (48 km), originari della montuosa Tuscezia. Fondendosi con l'Avarskoe Kojsu 6 chilometri a est del villaggio di Čirkata (nel Daghestan) forma il fiume Sulak. La lunghezza del fiume dalla confluenza dei due fiumi è di 144 km, quella compreso il Tusheti Alazani è di 192 chilometri. L'area del suo bacino è di 4 810 km². Una parte significativa del bacino idrografico (84%) si trova al di sopra dei 1 500 metri sul livello del mare, di cui il 10% al di sopra dei 3 000 metri.